# Associazione Calcio Riccione 1979-1980
Questa voce raccoglie le informazioni riguardanti l'Associazione Calcio Riccione nelle competizioni ufficiali della stagione 1979-1980.

## Rosa
| N. |                   | Ruolo | Calciatore         |
| -- | ----------------- | ----- | ------------------ |
|    | Italia (bandiera) | C     | Fausto Alimenti    |
|    | Italia (bandiera) | C     | Riccardo Baschetti |
|    | Italia (bandiera) | C     | Arnaldo Bernardini |
|    | Italia (bandiera) | D     | Giorgio Clementoni |
|    | Italia (bandiera) | A     | Franco Conti       |
|    | Italia (bandiera) | A     | Alessandro Fornari |
|    | Italia (bandiera) | C     | Marcello Giglio    |
|    | Italia (bandiera) | A     | Fulvio Giovanetti  |
|    | Italia (bandiera) |       | Lisciani           |
|    | Italia (bandiera) | A     | Claudio Macciò     |
|    | Italia (bandiera) | D     | Andrea Maiani      |

| N. |                   | Ruolo | Calciatore      |
| -- | ----------------- | ----- | --------------- |
|    | Italia (bandiera) | P     | Pietro Martini  |
|    | Italia (bandiera) | A     | Livio Michilli  |
|    | Italia (bandiera) | D     | Alberto Pari    |
|    | Italia (bandiera) | C     | Renato Pasini   |
|    | Italia (bandiera) |       | Sanchi          |
|    | Italia (bandiera) | C     | Moreno Semprini |
|    | Italia (bandiera) | D     | Vittorio Spimi  |
|    | Italia (bandiera) | C     | Daniele Tani    |
|    | Italia (bandiera) |       | Tonti           |
|    | Italia (bandiera) | A     | Oscar Trebbi    |